# VBK GT8-D
Die Straßenbahntriebwagen GT8-D der Verkehrsbetriebe Karlsruhe (VBK) sind eine Serie von 12 Gelenkwagen, die im Jahr 1969 von der DWM und der Waggon Union an die VBK zum Einsatz im Karlsruher Straßenbahnnetz geliefert wurden. Bis 1972 lösten die Gelenktriebwagen die zweiachsigen Fahrzeuge der Karlsruher Straßenbahn vollständig ab und bildeten bis zur Lieferung der Niederflurwagen in den 1990er Jahren das Rückgrat im Betrieb. Die Ausmusterung der Gelenktriebwagen erfolgte von 1986 bis 2015. Einige Fahrzeuge wurden an die Straßenbahn Timișoara in Rumänien sowie die Straßenbahn Minsk in Belarus abgegeben. Trotz ihrer großen Ähnlichkeit zum Duewag-Einheitswagen handelt es sich nicht um Lizenzbauten.

## Technik

### Aufbau

Wagen 209 in der Innenstadt

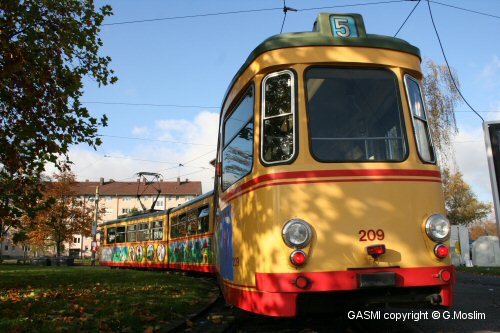
Heckansicht

Bei den Fahrzeugen handelt es sich um dreiteilige Einrichtungs-Gelenktriebwagen. Sie besitzen konventionelle Drehgestelle an Bug und Heck, während sich die Wagenteile in der Mitte auf Jakobsdrehgestellen abstützen und durch Gelenkportale miteinander verbunden sind, so dass die Fahrzeuge durchgehend begehbar sind. Die Wagenkästen sind geschweißte Stahlkonstruktionen und orientieren sich in ihrer Form an der Gestaltung der Düwag-Gelenktriebwagen. Die Wagen verfügen über 4 Doppelfalttüren der Düwag-Bauart. Das Mittelteil ist ohne Türen ausgeführt.
Die Fahrzeuge werden von je zwei Gleichstrommotoren angetrieben, die im ersten und letzten Drehgestell eingebaut sind. Im Gegensatz zum Düwag-Tandemantrieb wurde ein Differential eingebaut, um Unterschiede der Raddurchmesser ausgleichen zu können. Die Antriebsleistung beträgt 2 × 150 kW. Die Fahrzeuge sind mit einem Scherenstromabnehmer (Einholmschere) ausgestattet. Gebremst werden können die Fahrzeuge mit der Widerstands-, Druckluft-Federspeicher- und Magnetschienenbremse.
Die Fahrzeuge besaßen bis Anfang der 1970er Jahre BSI-Kompaktkupplungen zur Mitnahme von Beiwagen, danach nur noch Kupplungsstummel, auf die eine Notkupplung aufgesetzt werden kann. Einige Fahrzeuge wurden in den 1980er Jahren wieder mit BSI-Kompaktkupplungen für den Doppeltraktionsbetrieb ausgestattet.

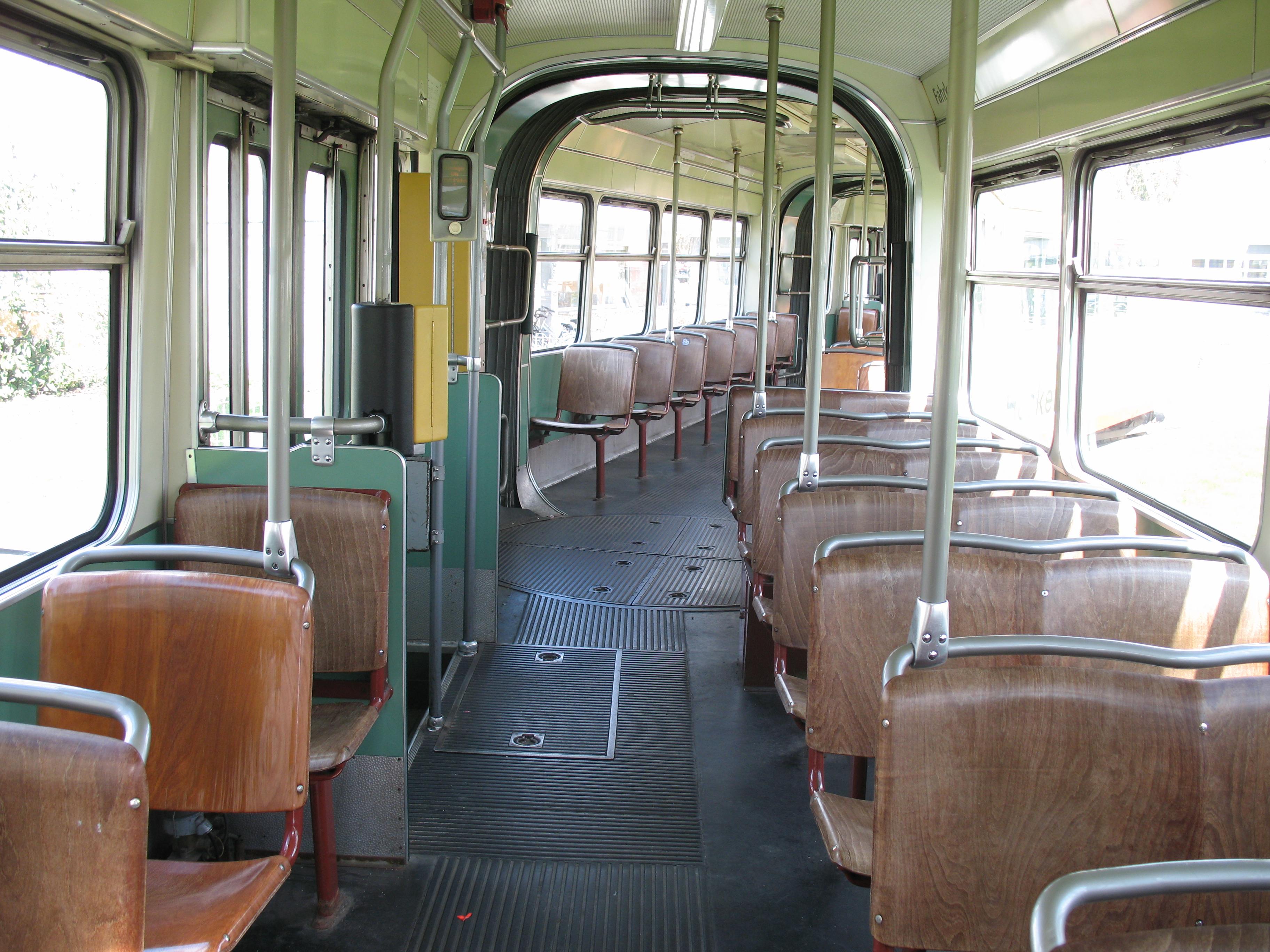
Innenraum eines Fahrzeugs

Der Innenraum ist auf eine lange Lebensdauer ausgelegt. Die Wagen haben eine einfache 2+1 Reihenbestuhlung mit Stahlrohrstühlen und hölzernen Sitzflächen und Rückenlehnen. Der Fahrerplatz im Bug des Fahrzeugs ist nicht vom Fahrgastraum getrennt, lediglich ein Vorhang als Sicht- und Blendschutz ist vorhanden. Am Heck befindet sich ein Rangierfahrschalter. Ebenfalls im Heck befand sich bis Ende der 1960er Jahre ein Schaffnersitz für das Fahrgastflussverfahren. Nach Einführung des Einmannbetriebs wurde dieser entfernt und durch einen Schaltschrank ersetzt. Für den Einmannbetrieb wurden Fahrscheinentwerter in der Nähe der Türen eingebaut. Der Fahrgastinformation dienen Liniennummernkästen am Bug und Heck der Fahrzeuge, eine Zielfilmanzeige am Bug sowie vier Seitenschilderkästen. In den letzten Jahren wurden die Fahrzeuge für das Rechnergestütztes Betriebsleitsystem ausgerüstet und erhielten teilweise einen Fahrkartenautomaten.

### Umbau auf Choppersteuerung
1999 wurden die Wagen 211 und 215 einem umfangreichen Umbau unterzogen. Hierbei wurde die Schaltwerksteuerung durch eine elektronische Choppersteuerung von Kiepe Electric ersetzt. Ferner wurde der Fahrgastraum modernisiert, der Fahrerplatz durch eine Glasscheibe vom Fahrgastraum abgetrennt und die Bestuhlung durch Stoffpolstersitze ersetzt. Die Typbezeichnung dieser beiden Fahrzeuge lautet seitdem GT8-60C. Die 60 steht dabei für die Höchstgeschwindigkeit, das C für die nachgerüstete Chopper-Steuerung.

### Lackierung
Die Fahrzeuge waren bereits bei Anlieferung in den Karlsruher Stadtfarben gelb mit umlaufender breiter roter Zierlinie unterhalb der Fenster lackiert. Am Bug war die Unterkante des Wagenkastens mit einer Aluminiumleiste verziert. Dieser Anstrich wurde in den 1970er Jahren leicht verändert, indem die rote Zierlinie durch eine zweite, dünne Zierlinie ergänzt und die Schürze des Wagenkastens ebenfalls rot lackiert wurde. Die Aluminiumzierleisten entfielen und wurden durch stählerne Stoßfänger ersetzt, die zunächst in gelb, später in rot gehalten waren.
Als Zeichen der Verbundenheit mit der seinerzeit geteilten Stadt Berlin, zugleich Ort der Herstellung der Fahrzeuge, wurde jeder Wagen auf einen Berliner Stadtteil getauft. Äußerlich wurde dies deutlich durch den Berliner Bären und den Namen des Stadtteils, die vorne rechts und hinten rechts am Wagenkasten angebracht waren.
Die Wagen trugen folgende Namen:
| Nummer | Name                          | Sektor       |
| ------ | ----------------------------- | ------------ |
| 177    | Borsigwalde (Reinickendorf)   | französisch  |
| 178    | Grunewald (Wilmersdorf)       | britisch     |
| 179    | Dahlem (Zehlendorf)           | amerikanisch |
| 180    | Nikolassee (Zehlendorf)       | amerikanisch |
| 181    | Wannsee (Zehlendorf)          | amerikanisch |
| 182    | Lübars (Reinickendorf)        | französisch  |
| 183    | Waidmannslust (Reinickendorf) | französisch  |
| 184    | Hermsdorf (Reinickendorf)     | französisch  |
| 185    | Frohnau (Reinickendorf)       | französisch  |
| 186    | Tegel (Reinickendorf)         | französisch  |
| 187    | Konradshöhe (Reinickendorf)   | französisch  |
| 188    | Heiligensee (Reinickendorf)   | französisch  |

Für die Namen der umgebauten GT6-D siehe: GT6-D.

## Geschichte

### Beschaffung
Zur Erneuerung des überalterten Fahrzeugparks und Steigerung der Kapazität im Gegensatz zu den GT6-EP (erste Lieferserie) und GT6-D (zweite und dritte Lieferserie) beschafften die Verkehrsbetriebe Karlsruhe ab 1969 achtachsige Gelenktriebwagen von der DWM (später Waggon-Union) in Berlin. Die elektrische Ausrüstung lieferte BBC aus Mannheim. Ab 1975 wurden bereits gelieferte sechsachsige Fahrzeuge um ein Mittelteil zu achtachsigen Wagen verlängert.
| Lieferserie | Wagen   | Baujahr   | Anzahl | Bauart | Umbau aus GT6-D                                        |
| ----------- | ------- | --------- | ------ | ------ | ------------------------------------------------------ |
| (3)         | 174–176 | 1963–1964 | 3      | GT6-D  | 1975 (nur 175, 176), 1991 (174, mit Mittelteil ex 196) |
| 4           | 177–188 | 1969      | 12     | GT8-D  |                                                        |
| (5)         | 189–199 | 1969      | 11     | GT6-D  | 1975                                                   |
| (6)         | 200–208 | 1972      | 9      | GT6-D  | 1975                                                   |
| (7)         | 209–215 | 1978      | 7      | GT6-D  | 1980                                                   |

### Einsatzgeschichte
Die Fahrzeuge kamen zunächst auf der am stärksten belasteten Linie 1 (Durlach–Knielingen) zum Einsatz. Mit der Lieferung weiterer Fahrzeuge und der Ausstattung der Linienendpunkte mit Wendeschleifen wurde der Einsatz nach und nach auf alle Linien ausgedehnt. Wegen fehlender Zulassung nach Eisenbahn-Bau- und Betriebsordnung konnten die Fahrzeuge im Gegensatz zu den GT6-EP allerdings nicht auf der Albtalbahn und der Hardtbahn eingesetzt werden. Daher beschränkte sich ihr Einsatz auf der Linie A auf den Abschnitt zwischen Rüppurr, der Karlsruher Innenstadt und der Nordweststadt. Nach Ausmusterung der letzten Vorkriegsfahrzeuge im Jahr 1972 teilten sich die VBK-Gelenktriebwagen das Karlsruher Schienennetz nur noch mit den kürzeren GT6-EP und GT6-D, den Vierachserzügen T4 und T4-EP der 1950er Jahre sowie den Gelenktriebwagen der AVG.
Ab 1983 wurden auch gemischte Doppeltraktionen mit den ehemaligen Gelenktriebwagen GT8-EP und GT8-EP (Waggon Union) der AVG gebildet. Die GT8-D konnten jedoch aufgrund technischer Unterschiede (direktgesteuerte Winkelfahrschalter statt elektropneumatischer Steuerung) nur als führende Fahrzeuge einer Doppeltraktion eingesetzt werden.
Mit der Anlieferung der Stadtbahnwagen der Bauart GT6-80C und GT8-80C wurden die Gelenktriebwagen ab 1983 zunächst von der Linie A, ab 1987 auch von der Linie 2 verdrängt. Nach Lieferung der Niederflurwagen vom Typ GT6-70D/N und GT8-70D/N ab 1995 verkleinerte sich der Einsatzbereich der Gelenktriebwagen weiter. Seit dem Jahr 2005 bedienen sie nur noch die Linie 5 (Rintheim–Rheinhafen) und die Schulstraßenbahnlinien 16, 17 und 18 zur Europäischen Schule. Am 22. Mai 2015 waren die Wagen zum letzten Mal im Planeinsatz unterwegs und wurden danach ausgemustert. Auf der Linie 5 wurde der Einsatz schon mit Beginn des barrierefreien Umbaus der Rintheimer Strecke auf den Westteil der Linie begrenzt, dies auch nach Fertigstellung des Umbaus am 13. Dezember 2014, da die alten Bahnen nicht mehr an den erhöhten Bahnsteigen halten durften. Deswegen hielten die Bahnen auch an den alten Haltestellen Karlstor-Nord und Mendelssohnplatz statt Karlstor-Süd und Rüppurrer Tor. Die Linie 5 war daher zwischen dem 14. Dezember 2014 und dem 22. Mai 2015 in zwei Abschnitte geteilt. Seit dem letzten Einsatztag auf der Linie 5 verkehren die verbliebenen Direktgesteuerten auf den Schulstraßenbahnlinien und zu Fahrschulzwecken. Aktuell werden nur noch 213 und 215 für diese Zwecke vorgehalten.

### Umbauten
- 157 – Einfügen des Mittelteils von 201 (1987).
- 155 wurde zum Fahrradtransportwagen umgebaut. Er bekam eine höher gelegte Scharfenbergkupplung und wurde weiß lackiert. Der Wagen konnte mit den Stadtbahnwagen GT6-80C und GT8-80C gekoppelt werden.
- 165–174 – Umbau zu Führungsfahrzeug für Mehrfachtraktionen mit elektropneumatisch gesteuerten Wagen (1985–86).
- 165–174 – Heckkupplungen für Mehrfachtraktionen wieder montiert (1985–86).
- 174 – Einfügen des Mittelteils von 196 (1991).
- 177 – Anbau des B-Teils von 151 (1986).
- 177–208 – Entfernung der Kupplungen.
- 177–208 – Stoßbügel an Front und Heck montiert.
- 186 – Anbau des B-Teils von 201 (1987).
- 208–215 – Einbau eines rechnergestützten Betriebsleitsystems.
- 199, 202–203, 206–208, 209–215 – Entfernung der Nebelscheinwerfer.
- 208–215 – Einbau von Fahrscheinautomaten neben der zweiten Tür.
- 211 – Einbau Choppersteuerung durch Kiepe Elektric und Einbau neuer Bestuhlung (2000).
- 214 – Anbau des B-Teils von 196 (1991).
- 215 – Einbau Choppersteuerung durch Kiepe Elektric und Einbau neuer Bestuhlung (1999).
- Aus den A-Teilen der Wagen 158 und 164 wurde der Zweirichtungs-Arbeitswagen 489 gebaut. Er hat eine höher gelegte Scharfenbergkupplung um Stadtbahnwagen abschleppen zu können sowie zwei Stromabnehmer, wobei stets der hintere benutzt wird.

### Ausmusterungen und Abgaben

#### Karlsruhe
Die Ausmusterung der Fahrzeuge begann im Jahr 1986. Im Jahr 2014 stehen in Karlsruhe nur noch GT8-D der sechsten (202, 204, 206, 207) und siebten (209–211, 213–215) Lieferserie im Einsatz. Triebwagen 174 wurde im Jahr 2000 an die Landesfeuerwehrschule Baden-Württemberg in Bruchsal abgegeben. Der Triebwagen 188 ist als Museumswagen im Zustand der 1970er-Jahre erhalten.
Wagen 199 ist seit einem Unfall am 28. November 2014 abgestellt. Folgende Wagen wurden verschrottet: 177 B-Teil (1986, durch B-Teil von 151 ersetzt), 182 (2002), 184 (2004), 186 A-Teil (1987, durch A-Teil von 201 ersetzt), 189, 191 (2004), 193 (2011), 194 (2004), 195 (2011), 196 A-Teil (1991, B-Teil an 214, C-Teil an 174), 197 (2011), 198 (2014), 200 (2004), 201 B-Teil (1987, A-Teil an 186, C-Teil an 157, neue 201), 201 (2000), 202 (2018), 203 (2014), 204 (2015), 205 (2011), 207 (2018), 208 (2014), 209 (2018), 210 (2018), 211 (2018), 212 (2015), 214 B-Teil (1991, durch B-Teil von 196 ersetzt, 2015 verschrottet), 215 (2018).
Wagen 206 wurde 2015 an das Hannoversche Straßenbahn-Museum abgegeben.

#### Timișoara

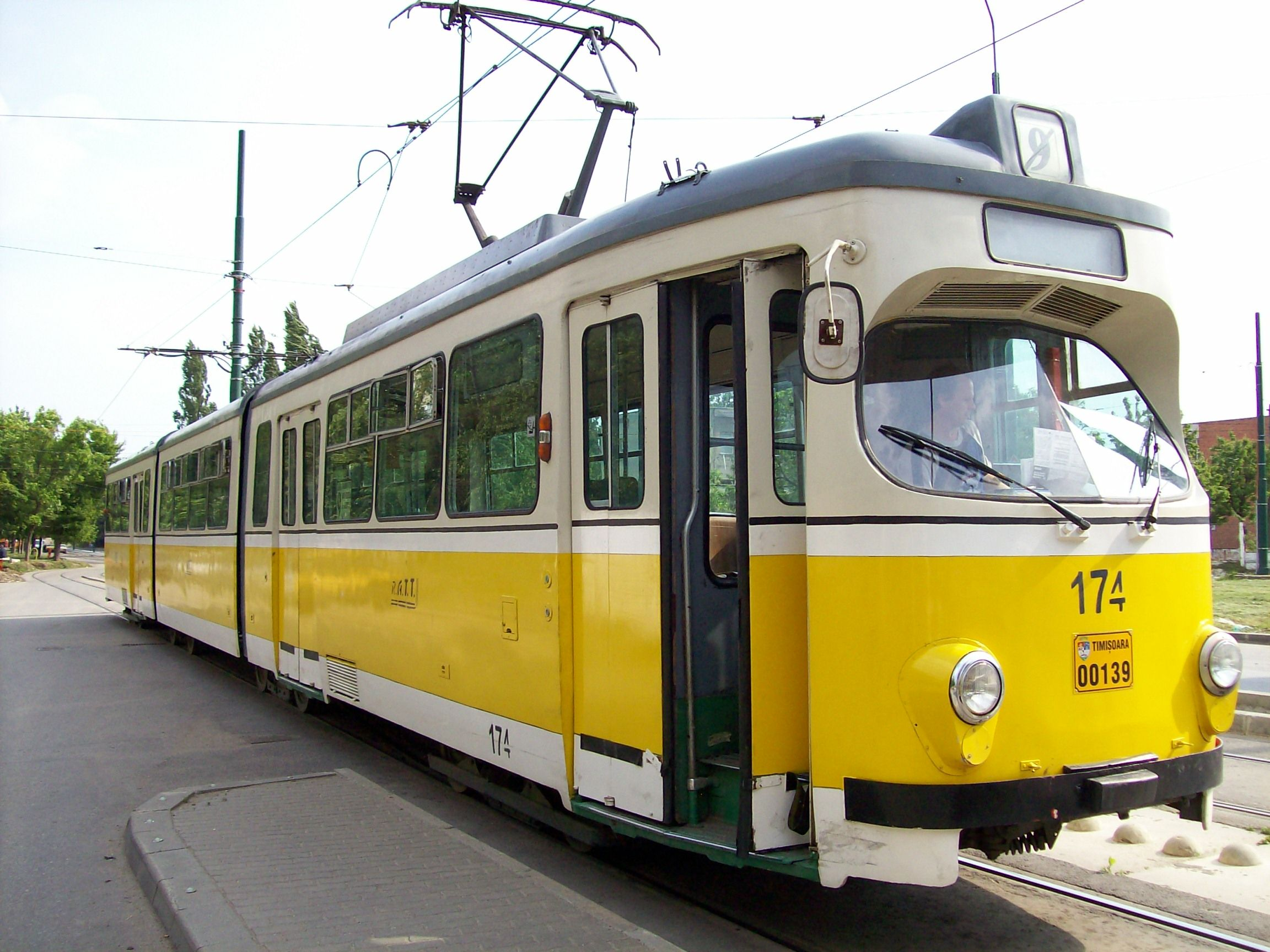
Der ehemalige Wagen 176 als Triebwagen 174 der Straßenbahn Timișoara, 2007

Insgesamt drei Wagen wurden wie folgt an die Straßenbahn Timișoara in Rumänien abgegeben, wo sie von der dortigen Verkehrsgesellschaft Societatea de Transport Public Timișoara teilweise noch bis 2017 verwendet wurden:
- 109 (ex 175): 2000 nach Timișoara
- 167 (ex 177): 2000 nach Timișoara
- 174 (ex 176): 2000 nach Timișoara

#### Minsk

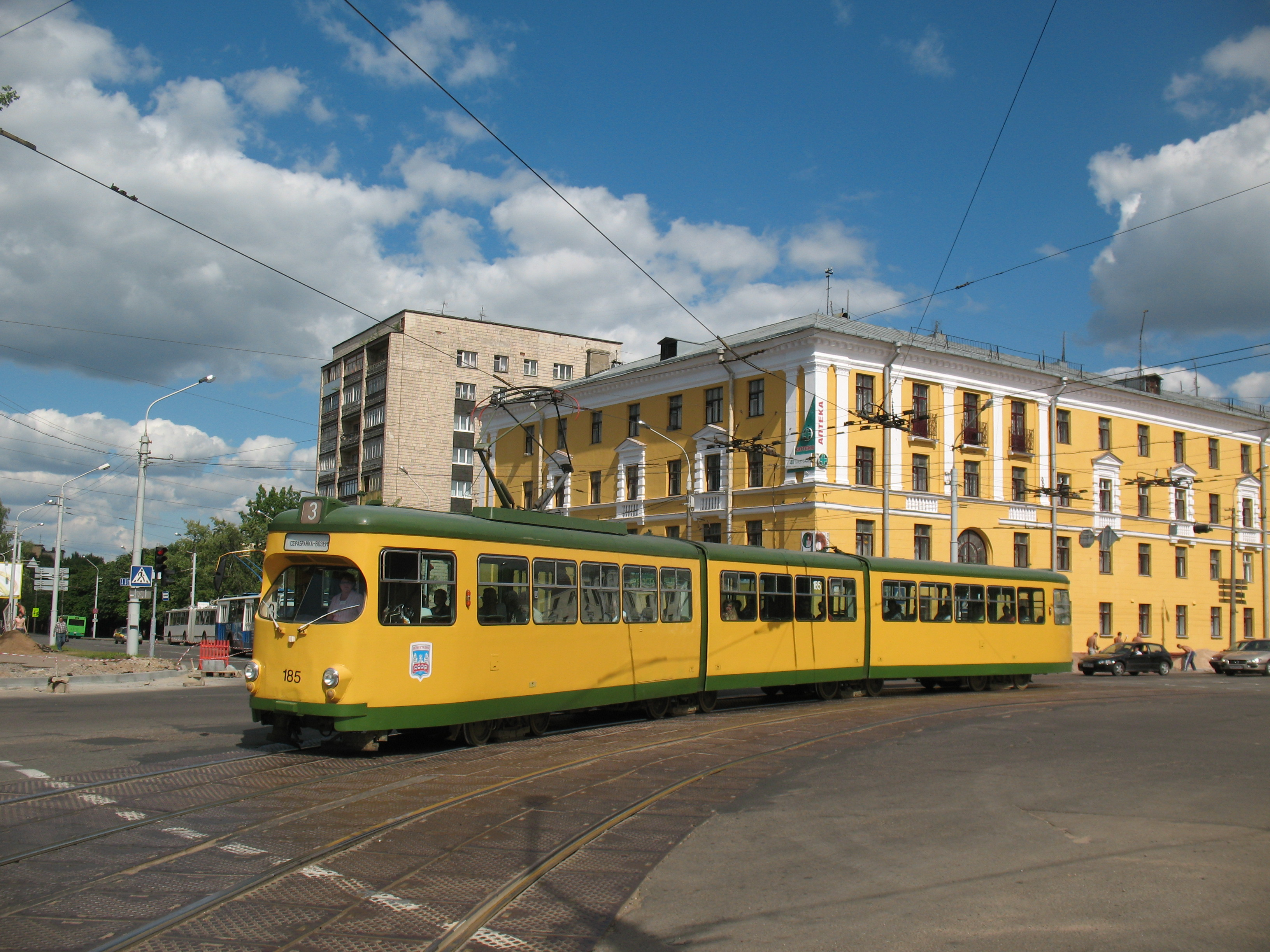
Der ehemalige Wagen 178 als Triebwagen 185 der Straßenbahn Minsk, 2007

In den Jahren 2002 und 2003 wurden zehn Wagen an die Straßenbahn Minsk in Belarus abgegeben, wo sie auf Russische Breitspur (1524 Millimeter) umgespurt und bis 2009 eingesetzt wurden. Neun der Minsker Fahrzeuge wurden zwischenzeitlich verschrottet, der zehnte Wagen wird als Museumswagen eingesetzt.
Die Fahrzeuge wurden wie folgt abgegeben:
- 2002: 178, 179, 180
- 2003: 181, 183, 185, 186, 187, 190, 192

## Galerie

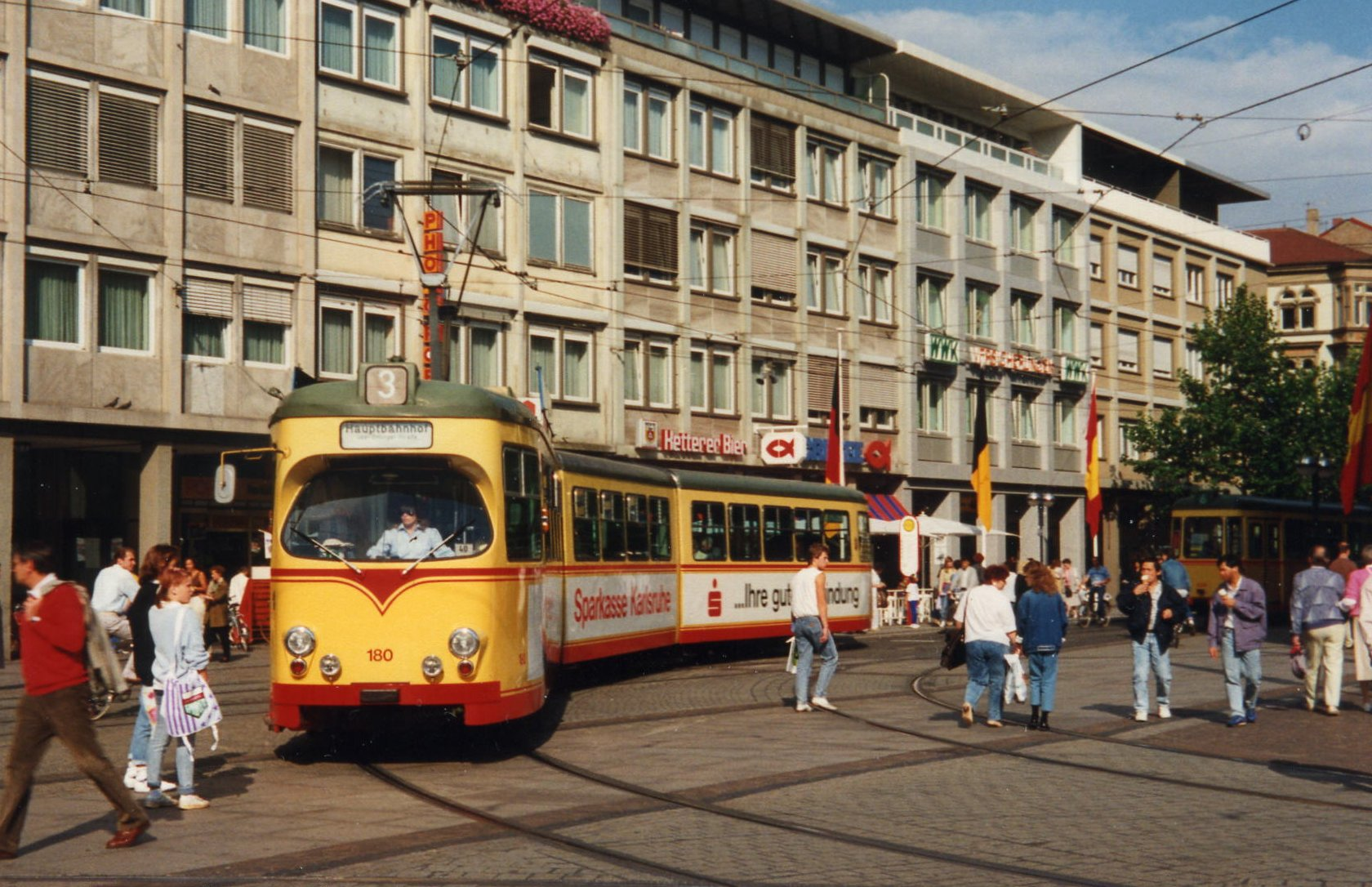
Wagen 180 am Marktplatz, 1989
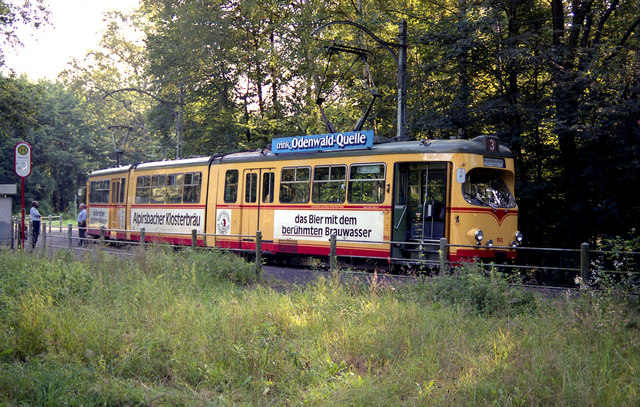
GT8-D in Rappenwört, 1991
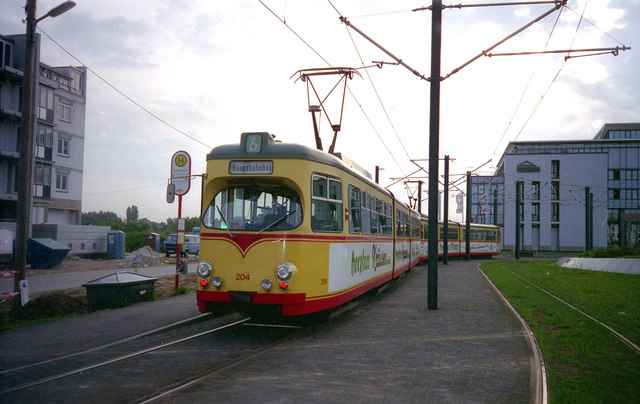
Wagen 204 in Oberreut Badeniaplatz, 1995
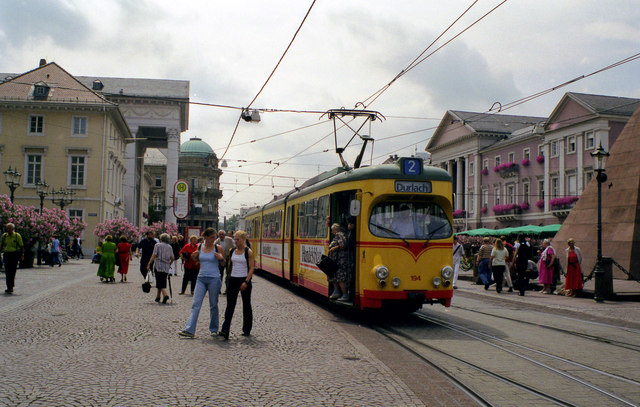
GT8-D am Marktplatz, 1999
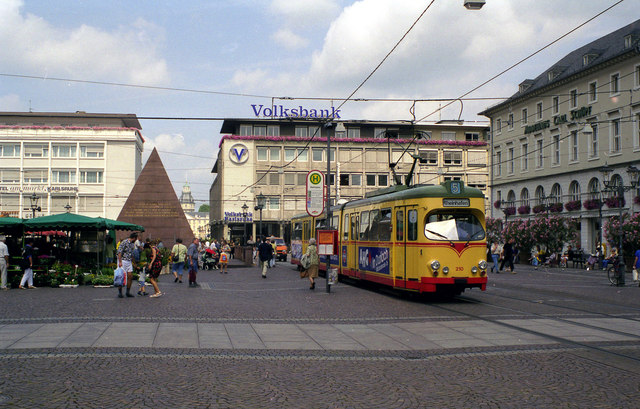
GT8-D am Marktplatz, 1999
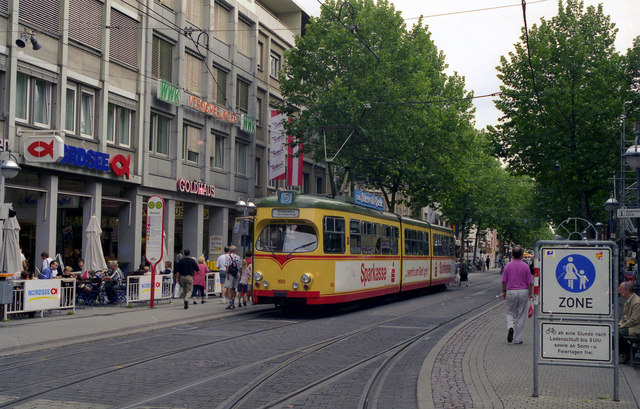
GT8-D in der Kaiserstraße am Marktplatz, 1999
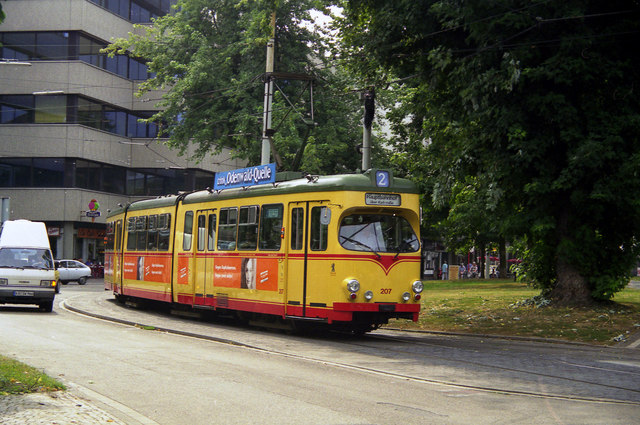
Wagen 207 am Kaiserplatz, zwischen 1997 und 2005
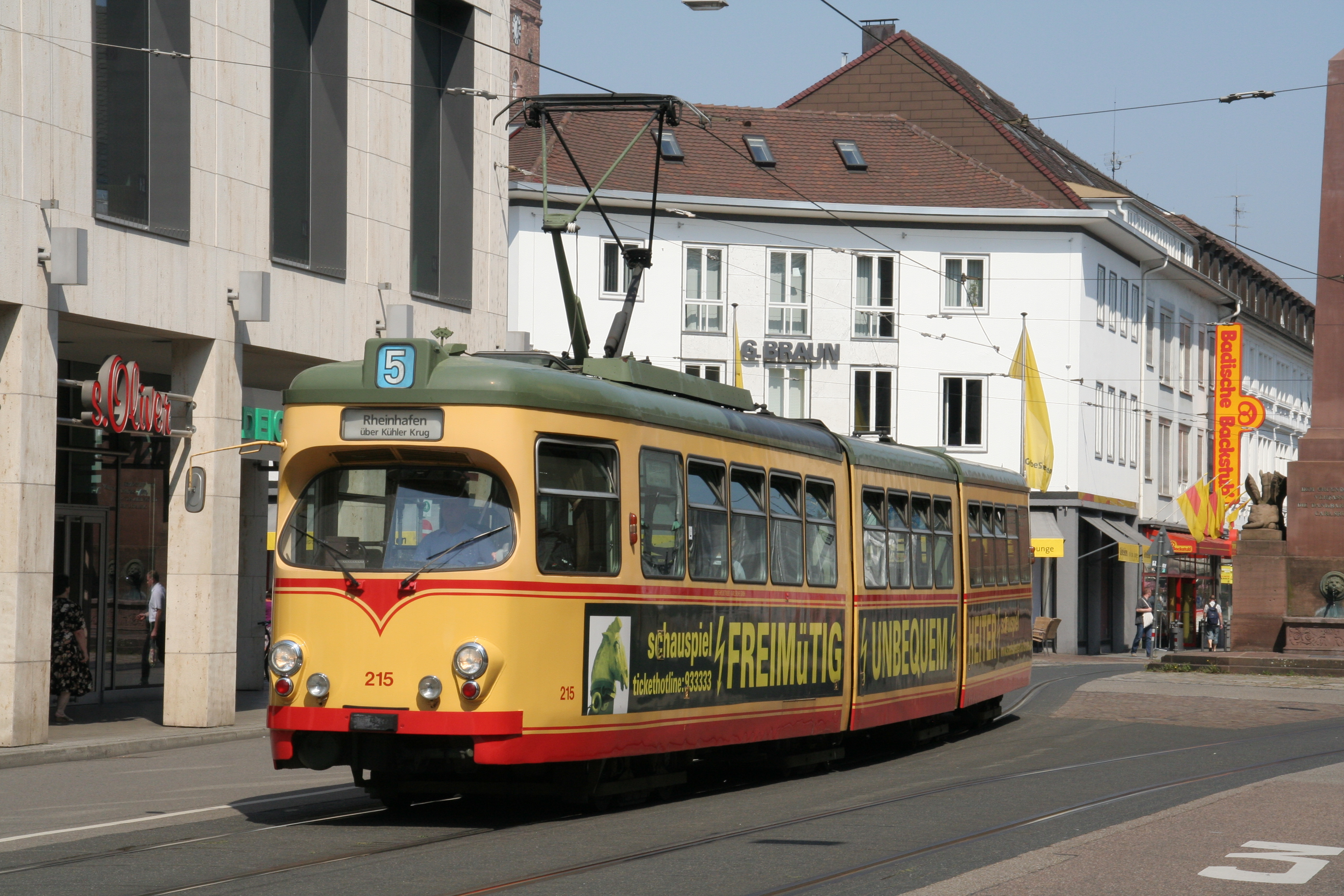
Der zum GT8-60C umgebaute Wagen 215 am Rondellplatz, 2009